# Hotel Farhat
El Hotel Farhat es un hotel en Mazar-e-Sharif, la cuarta ciudad más grande del país asiático de Afganistán. Lonely Planet describe el hotel como un sitio con "todos los muebles tapizados, alfombras de colores vivos y  girasoles falsos, haciendo su mejor esfuerzo para disipar el ambiente postsoviético un poco sombrío". 